# 鷲羽山佳和
鷲羽山 佳和（わしゅうやま よしかず、1949年4月2日 - ）は、岡山県児島市（現在の倉敷市）出身で出羽海部屋に所属した元大相撲力士。本名は石田 佳員（いしだ よしかず、旧姓は鈴木）。身長175cm、体重112kg。得意手は突っ張り、押し、いなし。最高位は東関脇（1976年5月場所）。
引退後は年寄・境川、出羽海、高崎を襲名。出羽海時代の1996年2月から2014年1月までは出羽海部屋の師匠も務めた。

## 来歴
岡山県立琴浦高等学校（現・岡山県立倉敷鷲羽高等学校）を中退して、兄（後の十両・常の山）が所属していた出羽海部屋から1967年3月場所で初土俵を踏んだ。初土俵の際に同姓の力士が既に在籍しており四股名選びに困っていたところ、入門前に姻戚関係に当たる初代常ノ山との縁で常ノ山の若名乗りである鷲羽山を与えられ、以後引退まで鷲羽山で通す。身長173cmという入門規定ぎりぎりで合格し、小さい体で活躍した。1972年7月場所で十両に昇進、前場所の取組で負傷し、新十両の場所を全休する不運に見舞われたものの、1972年1月場所より採り入れられた公傷制度を十両力士として初めて適用されたことで、「十両の土俵に上がらないまま幕下陥落」という事態を免れ、実質的な新十両場所とされた1972年9月場所でも勝ち越しはできなかったものの、十両残留相当の成績を修めた。以降は負傷も回復し、新入幕を果たした1973年5月場所では、初日から8連勝するとともに大関・清國を破る殊勲の星を挙げるなど11勝4敗と大勝ちし、この好成績で敢闘賞を受賞した。1977年7月場所では、殊勲・敢闘賞が該当なく、技能賞の彼だけが三賞受賞者となるという珍しい状態になったこともあった。
小柄ながら正攻法の相撲で、突っ張りや押し、いなしと言った多彩な技で長く土俵を沸かせた。『ちびっ子ギャング』の異名を取り、旭國、北瀬海らとともに小兵旋風を吹かせ技能派力士として人気を博した。北の湖には1975年11月場所8日目に金星を獲得、また新小結だった1976年3月場所4日目にも勝利している。この大横綱をして、「あの人は僕とは相撲の見方が違う」と言わしめた力士だった。ただし輪島に対しては極端に成績が悪く、初顔から18度戦って終に、一度も勝てずに終わった。
小兵力士ながら36歳まで現役を務めており、大型力士が輩出した時代の中では特筆される。現役時代晩年には幕内と十両を往復していたが、その当時に黒船と称されるほどの快進撃を続けていた小錦八十吉を破り、話題になった。
1985年11月場所後に現役を引退して年寄・境川を襲名し、以後は出羽海部屋付きの親方として、後進の指導に当たった。
1996年2月には、出羽海理事長（横綱・佐田の山）が理事長職に専念するため出羽海部屋の経営から離れることになったことを受けて、出羽海と境川の年寄名跡を交換して10代出羽海を襲名するとともに伝統ある出羽海部屋を継承した。2002年には、出羽海一門を代表して日本相撲協会理事に就任した。
直弟子からは、小結・普天王、十両・出羽鳳、出羽平を育てた。自身の停年退職後には出羽疾風も十両に昇進している。
2010年3月31日に大関・把瑠都の昇進伝達式で使者を務めた際には、私服姿で夜の繁華街を闊歩したことなどで過去に2度の厳重注意を受けた例を引き合いにして「相撲も大事だけど、私生活もな。これからは、横綱みたいに注目されるのだから」と把瑠都に苦言を呈する異例の様子を見せた。同年1月場所直後に横綱・朝青龍が一般人への暴力行為を働いた不祥事を受けて引責引退したばかりであっただけにこの時期には外国出身力士の品格が厳しく問われていた。出羽海は伝達式から引き揚げる際にも「上を目指して努力してほしいが、私生活でも気を引き締めてもらわないといけない」と改めて訴えた。
2010年に発覚した大相撲野球賭博問題では執行部（事業部長）として、また弟子の野球賭博関与の監督責任で、名古屋場所謹慎の処分となる。場所中に入院した武蔵川理事長から場所後の理事長代行の指名を受けていたが、賭博問題を受けて発足した特別調査委員会の山口弘典の暴力団への維持員席のチケットが渡ったとされる問題で、山口の委員就任前に報告を受けながら黙認したことが問題となり、代行は場所中に努めた外部理事の村山弘義がそのまま務めることになった。
2014年4月に停年（定年）を迎えることに伴い、同年1月場所後に元前頭2・小城ノ花の高崎親方と名跡を交換し出羽海部屋を継承させ、自身は15代・高崎を襲名した後、予定通り同年4月1日付で日本相撲協会を停年退職した。
停年退職後の2016年12月20日、第49回日本プロスポーツ大賞授賞式で、スポーツ功労者文部科学大臣顕彰を受賞した。2018年3月26日、日本相撲協会の評議員に就任。
御嶽海が大関昇進を果たした際には、かつて出羽海部屋の師匠を務めた者の立場で「部屋一丸となって大関を作ってくれた。これに満足せず、横綱に向けてなお一層努力して欲しい。年齢が30になろうとしている。1日も早く足がかりを作って夢を実現させてもらいたい」とコメント。

## 人物
- 四股名の由来である鷲羽山は実家のすぐそばにあり、本人曰く「あまりに平凡で嫌だった。知り合いから電話があっても近所の山の方と混同されそうで恥ずかしかった」といい、私生活で恥じることなくこの四股名を名乗ることができるようになるまで襲名以降1年から2年を要したという[11]。
- 現役時代から語彙が多く表現力が長けており、「高見山に振られた時は宇宙遊泳してるようだった｣などの名言を残した。
- 土俵入りでは、はらたいらが描いた「モンローちゃん」の化粧廻しを使用した時期もある[12]。
- 新年の恒例番組だった『大相撲部屋別対抗歌合戦』（フジテレビ）では親方時代に至るまで自らセンターに立つなど、意欲的に参加していた。現役時代、カラオケでは演歌、懐メロで右に出る者はいないという歌唱力を誇ったが、現役当時の座談会では「五木ひろしの歌オンリー」と言っていた[13]。
- 相撲茶屋「伊勢福｣の女将（元小結・大起の未亡人）の養子となって、鈴木姓から石田姓に改めた。
- 1981年3月場所6日目に行われた座談会では9代出羽海の喜ぶ顔を見るために相撲を取っていることなどを明かした[14]。
- 元幕内力士である石浦（宮城野部屋）が現役時に「自分が尊敬し、目標とする力士」として鷲羽山の名を挙げていた[8][15]。

## 主な成績・記録
- 通算成績：699勝646敗83休 勝率.520
- 幕内成績：319勝353敗63休 勝率.475
- 現役在位：112場所
- 幕内在位：49場所
- 三役在位：5場所（関脇3場所、小結2場所）
- 三賞：8回[16]
  - 敢闘賞：3回 （1973年5月場所、1975年9月場所、1976年3月場所）
  - 技能賞：5回 （1976年1月場所、1976年5月場所、1976年11月場所、1977年5月場所、1977年7月場所）
- 金星：2個（琴櫻：1個、北の湖：1個）
- 各段優勝
  - 十両優勝：3回（1978年5月場所、1978年7月場所、1983年3月場所）

### 場所別成績
| | 一月場所 初場所（東京）  | 三月場所 春場所（大阪） | 五月場所 夏場所（東京） | 七月場所 名古屋場所（愛知） | 九月場所 秋場所（東京） | 十一月場所 九州場所（福岡） |
| --- | ------------------------ | ----------------------- | ----------------------- | --------------------------- | ----------------------- | --------------------------- |
| 1967年 （昭和42年） | x                        | （前相撲）              | 西序ノ口22枚目 6–1      | 東序二段67枚目 5–2          | 東序二段20枚目 5–2      | 東三段目85枚目 5–2          |
| 1968年 （昭和43年） | 西三段目54枚目 4–3       | 東三段目42枚目 3–4      | 西三段目55枚目 2–5      | 西三段目71枚目 3–4          | 西三段目80枚目 5–2      | 西三段目47枚目 4–3          |
| 1969年 （昭和44年） | 東三段目36枚目 6–1       | 東三段目2枚目 3–4       | 西三段目7枚目 5–2       | 東幕下44枚目 3–4            | 東幕下51枚目 4–3        | 西幕下40枚目 5–2            |
| 1970年 （昭和45年） | 西幕下22枚目 2–5         | 西幕下32枚目 2–5        | 西幕下46枚目 3–4        | 西幕下53枚目 3–4            | 東三段目2枚目 6–1       | 東幕下35枚目 6–1            |
| 1971年 （昭和46年） | 東幕下14枚目 0–3–4       | 西幕下43枚目 3–4        | 東幕下51枚目 5–2        | 西幕下27枚目 6–1            | 東幕下8枚目 4–3         | 西幕下6枚目 4–3             |
| 1972年 （昭和47年） | 西幕下3枚目 3–4          | 西幕下5枚目 4–3         | 西幕下2枚目 5–1–1       | 西十両10枚目 休場 0–0–15    | 西張出十両10枚目 7–8    | 東十両12枚目 9–6            |
| 1973年 （昭和48年） | 東十両7枚目 9–6          | 西十両2枚目 9–6         | 西前頭13枚目 11–4 敢    | 東前頭2枚目 6–9             | 西前頭3枚目 6–9         | 西前頭6枚目 7–8             |
| 1974年 （昭和49年） | 西前頭7枚目 8–7          | 東前頭4枚目 7–8 ★       | 西前頭5枚目 2–6–7       | 東十両筆頭 10–5             | 東前頭10枚目 7–8        | 東前頭12枚目 1–3–11         |
| 1975年 （昭和50年） | 東十両9枚目 8–7          | 西十両7枚目 8–7         | 東十両5枚目 10–5        | 西前頭12枚目 8–7            | 東前頭7枚目 11–4 敢     | 東前頭筆頭 5–10 ★           |
| 1976年 （昭和51年） | 東前頭6枚目 12–3 技      | 東小結 10–5 敢          | 東関脇 8–7 技           | 西関脇 5–10                 | 東前頭3枚目 7–8         | 西前頭4枚目 10–5 技         |
| 1977年 （昭和52年） | 西小結 6–9               | 西前頭筆頭 6–9          | 西前頭4枚目 8–7 技      | 西前頭筆頭 9–6 技           | 西関脇 3–12             | 東前頭4枚目 6–9             |
| 1978年 （昭和53年） | 西前頭8枚目 休場 0–0–15  | 東十両7枚目 8–7         | 東十両6枚目 優勝 11–4   | 東十両筆頭 優勝 10–5        | 東前頭10枚目 7–8        | 東前頭11枚目 8–7            |
| 1979年 （昭和54年） | 東前頭7枚目 8–7          | 東前頭3枚目 1–6–8       | 西前頭13枚目 4–11       | 東十両4枚目 9–6             | 西前頭14枚目 8–7        | 西前頭10枚目 9–6            |
| 1980年 （昭和55年） | 西前頭2枚目 5–10         | 東前頭6枚目 9–6         | 東前頭筆頭 3–12         | 西前頭10枚目 9–6            | 東前頭6枚目 8–7         | 東前頭筆頭 5–10             |
| 1981年 （昭和56年） | 西前頭7枚目 6–9          | 西前頭10枚目 10–5       | 西前頭3枚目 7–8         | 西前頭4枚目 7–8             | 西前頭4枚目 8–7         | 東前頭筆頭 4–4–7            |
| 1982年 （昭和57年） | 東前頭10枚目 休場 0–0–15 | 西十両4枚目 6–9         | 東十両9枚目 7–8         | 東十両10枚目 9–6            | 西十両4枚目 5–10        | 西十両9枚目 10–5            |
| 1983年 （昭和58年） | 西十両筆頭 7–8           | 東十両3枚目 優勝 11–4   | 西前頭11枚目 7–8        | 西前頭12枚目 6–9            | 西十両3枚目 9–6         | 東十両筆頭 10–5             |
| 1984年 （昭和59年） | 東前頭11枚目 5–10        | 東十両2枚目 8–7         | 西十両筆頭 10–5         | 西前頭11枚目 6–9            | 西十両筆頭 8–7          | 東十両筆頭 6–9              |
| 1985年 （昭和60年） | 東十両7枚目 6–9          | 西十両8枚目 10–5        | 東十両4枚目 7–8         | 東十両6枚目 7–8             | 東十両7枚目 6–9         | 西十両11枚目 引退 6–9–0     |
| 各欄の数字は、「勝ち-負け-休場」を示す。 優勝 引退 休場 十両 幕下 三賞：敢=敢闘賞、殊=殊勲賞、技=技能賞 その他：★=金星 番付階級：幕内 - 十両 - 幕下 - 三段目 - 序二段 - 序ノ口 幕内序列：横綱 - 大関 - 関脇 - 小結 - 前頭（「#数字」は各位内の序列） |                          |                         |                         |                             |                         |                             |

### 幕内対戦成績
| 力士名     | 勝数 | 負数 | 力士名         | 勝数 | 負数  | 力士名   | 勝数 | 負数  | 力士名 | 勝数 | 負数  |
| ---------- | ---- | ---- | -------------- | ---- | ----- | -------- | ---- | ----- | ------ | ---- | ----- |
| 青葉城     | 10   | 6    | 青葉山         | 5    | 4     | 朝汐     | 1    | 5     | 旭國   | 4    | 9     |
| 天ノ山     | 5    | 3    | 荒勢           | 14   | 12    | 板井     | 0    | 4     | 岩波   | 3    | 2     |
| 大潮       | 7    | 5    | 巨砲           | 5    | 4     | 大ノ海   | 1    | 0     | 大乃国 | 0    | 1     |
| 大登       | 0    | 1    | 大豊           | 0    | 3     | 大鷲     | 2    | 2     | 魁輝   | 5    | 8     |
| 魁傑       | 5    | 8    | 影虎           | 1    | 1     | 北瀬海   | 6    | 4     | 北の湖 | 2    | 17    |
| 北の富士   | 0    | 1    | 清國           | 2    | 0     | 霧島     | 0    | 1     | 麒麟児 | 7    | 4     |
| 蔵間       | 5    | 6    | 黒瀬川         | 5    | 3     | 黒姫山   | 13   | 9     | 高鉄山 | 2    | 0     |
| 高望山     | 1    | 0    | 琴風           | 3    | 3     | 琴櫻     | 1    | 2     | 琴千歳 | 1    | 0     |
| 琴乃富士   | 4    | 2    | 琴若           | 1    | 3     | 小錦     | 1    | 0     | 金剛   | 3    | 3     |
| 斉須       | 1    | 0    | 蔵玉錦         | 4    | 3     | 嗣子鵬   | 2    | 1     | 白田山 | 1    | 1     |
| 陣岳       | 1    | 1    | 神幸           | 1    | 0     | 大旺     | 1    | 0     | 大峩   | 2    | 0     |
| 大麒麟     | 0    | 2    | 大觥           | 1    | 1     | 大受     | 3    | 4     | 大寿山 | 2    | 3     |
| 大徹       | 1    | 1    | 大竜川         | 2    | 0     | 隆の里   | 10   | 5     | 貴ノ花 | 4    | 12(1) |
| 隆三杉     | 0    | 2    | 高見山         | 9    | 4     | 多賀竜   | 1    | 1     | 谷嵐   | 2    | 1     |
| 玉輝山     | 3    | 2    | 玉ノ富士       | 11   | 10(1) | 玉龍     | 0    | 1     | 千代櫻 | 1    | 0     |
| 千代の富士 | 1    | 10   | 天龍           | 2    | 4     | 闘竜     | 4    | 3     | 時葉山 | 2    | 0     |
| 栃赤城     | 5    | 8    | 栃東           | 4    | 3     | 栃光(    | 6    | 14(1) | 羽黒岩 | 0    | 3     |
| 長谷川     | 2    | 3    | 播竜山         | 4    | 2     | 飛騨ノ花 | 2    | 1     | 富士櫻 | 13   | 10    |
| 二子岳     | 5    | 2    | 双津竜         | 1    | 6     | 鳳凰     | 2    | 2     | 北天佑 | 3    | 2     |
| 前の山     | 0    | 1    | 増位山         | 9    | 8     | 舛田山   | 13   | 1     | 三杉磯 | 2    | 5     |
| 陸奥嵐     | 4    | 1    | 豊山           | 5    | 10    | 吉王山   | 4    | 1     | 琉王   | 6    | 1     |
| 龍虎       | 1    | 3(1) | 若獅子         | 8    | 4     | 若島津   | 3    | 1     | 若瀬川 | 0    | 1     |
| 若ノ海     | 1    | 4    | 若乃花(若三杉) | 3    | 18    | 若の富士 | 0    | 1     | 若二瀬 | 1    | 0     |
| 輪島       | 0    | 18   |                |      |       |          |      |       |        |      |       |

## 年寄変遷
- 境川 佳和（さかいがわ よしかず）1985年11月-1996年2月
- 出羽海 義和（でわのうみ よしかず）1996年2月-2014年1月
- 高崎 義和（たかさき -）2014年2月-2014年4月